# کازوهیتو تادانو
کازوهیتو تادانو (انگلیسی: Kazuhito Tadano؛ زادهٔ ۲۵ آوریل ۱۹۸۰) بازیکن بیس‌بال اهل ژاپن است.